# Oriolus xanthonotus
Oriolus xanthonotus é uma espécie de ave da família Oriolidae.
Pode ser encontrada nos seguintes países: Brunei, Indonésia, Malásia, Myanmar, Filipinas, Singapura e Tailândia.
Os seus habitats naturais são: florestas subtropicais ou tropicais húmidas de baixa altitude.
Está ameaçada por perda de habitat.